# Scydosella musawasensis
Scydosella musawasensis (лат.) — вид микроскопических жуков из семейства перокрылки (Ptiliidae), единственный в составе монотипического рода Scydosella. Мельчайшее жесткокрылое насекомое в мире.

## Распространение
Центральная и Южная Америка: Колумбия, Никарагуа.

## Описание
Жуки-перокрылки очень мелкого размера. Длина тела от 0,325 мм до 0,352 мм, а средняя длина жуков 0,338 мм. Максимальная ширина тела жуков составляет от 0,098 до 0,104 мм. Форма тела вытянутая и овальная, желтовато-коричневого цвета. Нижнегубные щупики отсутствуют. По уточнённым данным в результате исследования, проведённого в 2015 году российским колеоптерологом Алексеем Полиловым (МГУ, Москва, Россия), этот жук признан самым маленьким представителем отряда жесткокрылые и самым маленьким свободноживущим насекомым (мельчайшим считается паразитический наездник Dicopomorpha echmepterygis из семейства Mymaridae, его длина 0,139 мм). Ранее таковым считался жук Nanosella fungi (его размер оказался неверно трактованным).
Вид был впервые описан в 1999 году американским энтомологом Уэсли Юджином Халлом (Wesley Eugene Hall; University of Nebraska State Museum, Линкольн, штат Небраска, США) на основании нескольких собранных в Никарагуа экземпляров.
Этот вид жуков обитает внутри трубчатого слоя трутовых грибов Steccherinum sp. (Meruliaceae, Полипоровые, Агарикомицеты).
Видовое название S. musawasensis дано по имени места обнаружения типовой серии в Никарагуа (Мусавас/Musawas, р. Васпук/Río Waspuk).